# Татищев, Сергей Спиридонович
Серге́й Спиридо́нович Тати́щев (28 февраля [12 марта] 1846, Санкт-Петербург — 20 августа 1906, Грац, Австрия) — русский дипломат, историк и публицист из рода Татищевых. Автор фундаментальной биографии императора Александра II.

## Биография
Родился в семье действительного статского советника Спиридона Фёдоровича Татищева (1812–1860) и его жены Марии Афанасьевны (урожд. Соломка, 1820–1866). Двоюродный брат статс-секретаря А. А. Половцова: их общий дед Фёдор Васильевич Татищев (1772–1829) служил гдовским уездным предводителем дворянства.
Учился в Александровском лицее (не окончил). Согласно словарю Брокгауза — Ефрона учился в парижской Сорбонне, что не подтверждается документами. После успешной сдачи специального дипломатического экзамена в 1864 году поступил в Азиатский департамент министерства иностранных дел. С 1865 по 1877 годы занимал должности секретаря консульства в Рагузе, миссии в Афинах и посольства в Вене. Участвовал в заключении секретной Будапештской конвенции (1877).
В 1877 году был обвинён в государственной измене. Обвинения не подтвердились, но ему пришлось оставить службу.
Во время Русско-турецкой войны поступил охотником (добровольцем) в действующую Дунайскую армию, в Мариупольский гусарский полк. Под Плевной состоял ординарцем при генерале Э. И. Тотлебене. После назначения Тотлебена главнокомандующим, оставался при нём в той же должности в Сан-Стефано и в Адрианополе. За военные отличия был произведён в офицеры. По окончании боевых действий в 1878 году оставил военную службу.
С 1881 по 1883 состоял чиновником особых поручений при министрах внутренних дел графе Н. П. Игнатьеве и графе Д. А. Толстом. Налаживал связи между заграничной агентурой Департамента полиции и российскими консульствами. В этот период по заданию директора департамента полиции В. К. Плеве подготовил исследование «История социально-революционного движения в России. 1861—1881», которое сам Татищев определял как «судебно-полицейскую хронику». Это была одна из первых аналитических работ по проблеме терроризма, которая по мнению составителей справочника «Деятели революционного движения в России» М. Карнауховой и А. Шилова, ценна богатым фактическим материалом, извлечённым автором из подлинных дел III Отделения. Этот обзор предназначался для руководителей политического розыска и содержал описания дел, ведшихся III Отделением С. Е. И. В. Канцелярии со ссылками на конкретные документы, а также биографические справки и характеристики конкретных лиц, нелегально распространявших «противуправительственные» прокламации. Дополнением к этой работе являлось приложение «К» под названием «Список лицам, привлечённым к дознанию Московской следственной комиссией по 4 апреля 1866 года». В советское время этот труд лёг в основу биобиблиографического словаря «Деятели революционного движения в России».
Выйдя в отставку (1883), сотрудничал с журналами «Русский вестник», «Новое время», «Nouvelle Revue» и с другими русскими и иностранными журналами. С 1889 года по 1897 вёл в «Русском вестнике» политическое обозрение. Вместе с Катковым активно противодействовал прогерманской позиции Гирса. В 1898 году направлен по распоряжению С. Ю. Витте агентом министерства финансов в Лондон, где завершил своё многолетнее исследование 500-летней истории рода Татищевых. В 1903 г. принял предложение своего бывшего начальника Плеве (теперь уже министра внутренних дел) вернуться в Россию и вступить на службу в Главное управления по делам печати. Незадолго до смерти закончил работу над первым томом биографии Александра III, который увидел свет только в 2002 году.
Татищев был женат на протестантке Герминии Георгиевне Мейергоф (14.03.1848—1926), примадонне венской оперетты. 5 июля 1889 года в Париже она была присоединена к православной церкви. Супруги жили в Петербурге на Малой Морской улице, в доме № 11. После смерти историка его квартира с архивными документами была опечатана. Дочь Мария (1877 г.р.), окончившая институт благородных девиц в 1895 г., тщетно просила оставить ей бумаги отца в качестве наследства. Она получила официальный ответ, что документы эти «безусловно секретные, ибо относятся до работ, порученных Татищеву по высочайшему повелению, и составленные не для общего пользования, а исключительно для государя императора».

## Труды
- Татищев С. С. Обзор социально-революционного движения в России. — СПб., 1880. — 331 с.
- Татищев С. С. XXV лет из истории России. 1855-1880. — СПб., 1880. — 66 с.
- Татищев С. С. Внешняя политика императора Николая I. — СПб.: Типография Скороходова И. Н., 1887. — 648 с.
- Татищев С. С. Император Николай I и иностранные дворы. Исторические очерки. — СПб.: Типография Скороходова И. Н., 1889. — 460 с.
- Serge Tatischeff. Alexandre I et Napoleon d’apr ès leur correspondance iné dite 1801-1812. — Paris., 1891.
- Татищев С. С. Род Татищевых. 1400—1900. — СПб., 1900.
- Татищев С. С. Император Александр II. Его жизнь и царствование. В двух томах. — СПб.: Издание Суворина А. С., 1903. — 538 с.
- Татищев С. С. История российской дипломатии. — СПб.: Эксмо, 2010. — 644 с. — (Российская императорская библиотека). — 5000 экз. — ISBN 978-5-699-40896-2.
- Татищев С.С. Император Александр II. Его жизнь и царствование. Полное издание в одном томе.  — М.: Издательство Альфа-Книга, 2018. — 1005 с. — ISBN 978-5-9922-2700-0.

### Журнальные публикации
- Татищев С. С. Император Николай I в Лондоне в 1844 году // Исторический вестник. — 1886. — Т. 23, № 2. — С. 343-359.
- Татищев С. С. Император Николай I в Лондоне в 1844 году // Исторический вестник. — 1886. — Т. 23, № 3. — С. 602-621.
- Татищев С. С. Дипломатический разрыв России с Турцией 1853 г. // Исторический вестник. — 1892. — Т. 47, № 1. — С. 153-176.
- Татищев С. С. Дипломатический разрыв России с Турцией 1853 г. // Исторический вестник. — 1892. — Т. 47, № 2. — С. 456-480.
- Татищев С. С. Дипломатический разрыв России с Турцией 1853 г. // Исторический вестник. — 1892. — Т. 47, № 3. — С. 720-751.